# River Rouge (Michigan)
River Rouge – miasto w Stanach Zjednoczonych, w stanie Michigan, w hrabstwie Wayne.